# Siphon Sitterstollen

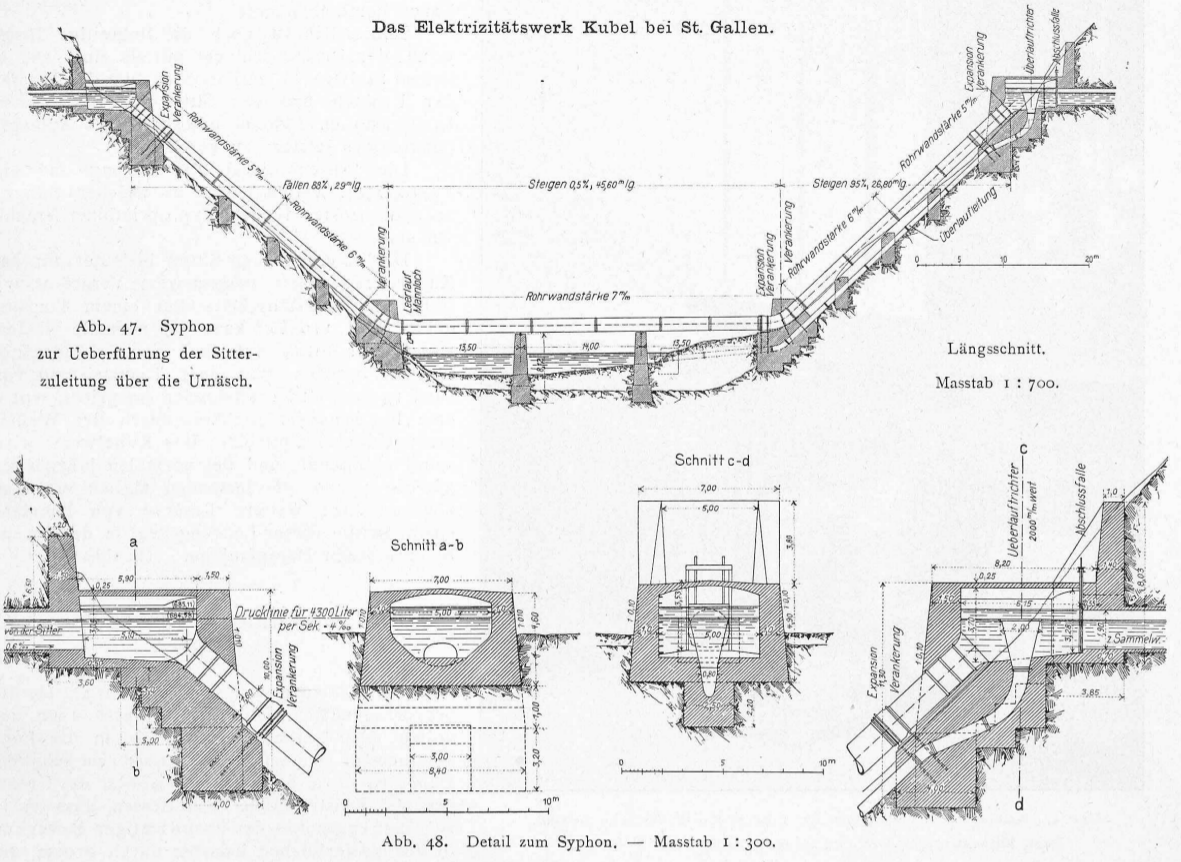
Querschnitt Siphon Sitterstollen

Der Siphon Sitterstollen (alte Schreibweise „Syphon“) ist ein Bauwerk in der Zuleitung der Sitter zum Gübsensee, der das Kraftwerk Kubel speist.
Der Stollen der Sitter quert die Schlucht der Urnäsch westlich von Stein AR. Ursprünglich war ein Aquädukt geplant, aus Kostengründen und aus Mangel an Baumaterial wurde der Siphon gewählt. Bei einem Siphon steht das Wasser auf beiden Seiten gleich hoch, es braucht keine Pumpen, um es wieder auf die Anfangshöhe zu bringen. Fliesst das Wasser, geht Energie durch Reibung im Wasser und an den Wänden verloren und der Ausfluss muss etwas tiefer liegen als der Einfluss.
Der Siphon besteht aus einer 1600 mm weiten Blechrohrleitung von 5 mm (oben) bis 7 mm (unten) Wandstärke. Sein tiefster Punkt liegt 35 m unter dem Niveau des Stollens. Der maximale Volumenstrom beträgt 4 m3/s, entsprechend einer Strömungsgeschwindigkeit von rund 2 m/s.
Der Siphon wurde unter der Leitung des St. Galler Bauingenieurs Louis Kürsteiner gebaut und 1904 fertiggestellt.
Dem Druckrohr folgt ein Fuss- und Wanderweg, auf dem die sonst in diesem Abschnitt kaum zugängliche Urnäschschlucht überquert werden kann.